# Lekkoatletyka na Igrzyskach Wspólnoty Narodów 1994
Lekkoatletyka na Igrzyskach Wspólnoty Narodów w 1994 – zawody lekkoatletyczne, które były rozgrywane na Centennial Stadium w Victorii w Kanadzie.
Rozegrano 23 konkurencje męskie i 19 kobiecych, a także 2 dla niepełnosprawnych lekkoatletów (nie ujęte w poniższym wykazie).
Początkowo srebrny medal w biegu na 100 metrów mężczyzn został zdobyty przez Horace’a Dove-Edwina ze Sierra Leone, który jednak dwa dni później został go pozbawiony ze względu na wykrycie w jego organizmie niedozwolonej substancji – sterydu anabolicznego stanozololu.

## Rezultaty

### Mężczyźni
| Konkurencja:                  | 1. miejsce                                                                                             | Rezultat | 2. miejsce                                                                                | Rezultat | 3. miejsce                                                                       | Rezultat |
| Bieg na 100 m                 | Linford Christie                                                                                       | 9,91     | Michael Green                                                                             | 10,05    | Frankie Fredericks                                                               | 10,06    |
| Bieg na 200 m                 | Frankie Fredericks                                                                                     | 19,97    | John Regis                                                                                | 20,25    | Daniel Effiong                                                                   | 20,40    |
| Bieg na 400 m                 | Charles Gitonga                                                                                        | 45,00    | Du’aine Ladejo                                                                            | 45,11    | Sunday Bada                                                                      | 45,45    |
| Bieg na 800 m                 | Patrick Konchellah                                                                                     | 1:45,18  | Hezekiél Sepeng                                                                           | 1:45,76  | Savieri Ngidhi                                                                   | 1:46,06  |
| Bieg na 1500 m                | Reuben Chesang                                                                                         | 3:36,70  | Kevin Sullivan                                                                            | 3:36,78  | John Mayock                                                                      | 3:37,22  |
| Bieg na 5000 m                | Robert Denmark                                                                                         | 13:23,00 | Philemon Hanneck                                                                          | 13:23,20 | John Nuttall                                                                     | 13:23,54 |
| Bieg na 10 000 m              | Lameck Aguta                                                                                           | 28:38,22 | Tendai Chimusasa                                                                          | 28:47,27 | Fackson Nkandu                                                                   | 28:51,72 |
| Maraton                       | Steve Moneghetti                                                                                       | 2:11:49  | Sean Quilty                                                                               | 2:14:57  | Mark Hudspith                                                                    | 2:15:11  |
| Bieg na 110 m przez płotki    | Colin Jackson                                                                                          | 13,08    | Tony Jarrett                                                                              | 13,22    | Paul Gray                                                                        | 13,54    |
| Bieg na 400 m przez płotki    | Samuel Matete                                                                                          | 48,67    | Gideon Biwott                                                                             | 49,53    | Barnabas Kinyor                                                                  | 50,24    |
| Bieg na 3000 m z przeszkodami | Johnstone Kipkoech                                                                                     | 8:14,82  | Gideon Chirchir                                                                           | 8:15,25  | Graeme Fell                                                                      | 8:23,28  |
| Sztafeta 4 × 100 m            | Kanada · Donovan Bailey · Glenroy Gilbert · Carlton Chambers · Bruny Surin                             | 38,39    | Australia · Shane Naylor · Tim Jackson · Paul Henderson · Damien Marsh · Kyle Vander-Kuyp | 38,88    | Anglia · Jason John · Toby Box · Philip Goedluck · Terry Williams · Mark Smith   | 39,39    |
| Sztafeta 4 × 400 m            | Anglia · David McKenzie · Peter Crampton · Adrian Patrick · Du’aine Ladejo · Alex Fugallo · Mark Smith | 3:02,14  | Jamajka · Orville Taylor · Dennis Blake · Linval Laird · Garth Robinson · Roxbert Martin  | 3:02,32  | Trynidad i Tobago · Patrick Delice · Neil de Silva · Hayden Stephen · Ian Morris | 3:02,78  |
| Chód na 30 km                 | Nicholas A’Hern                                                                                        | 2:07:53  | Tim Berrett                                                                               | 2:08:22  | Scott Nelson                                                                     | 2:09:10  |
| Skok wzwyż                    | Tim Forsyth                                                                                            | 2,32     | Steve Smith                                                                               | 2,32     | Geoff Parsons                                                                    | 2,31     |
| Skok o tyczce                 | Neil Winter                                                                                            | 5,40     | Curtis Heywood                                                                            | 5,30     | James Miller                                                                     | 5,30     |
| Skok w dal                    | Obinna Eregbu                                                                                          | 8,05w    | David Culbert                                                                             | 8,00     | Ian James                                                                        | 7,93w    |
| Trójskok                      | Julian Golley                                                                                          | 17,03    | Jonathan Edwards                                                                          | 17,00    | Brian Wellman                                                                    | 17,00    |
| Pchnięcie kulą                | Matt Simson                                                                                            | 19,49    | Courtney Ireland                                                                          | 19,38    | Chima Ugwu                                                                       | 19,26    |
| Rzut dyskiem                  | Werner Reiterer                                                                                        | 62,76    | Adewale Olukoju                                                                           | 62,46    | Robert Weir                                                                      | 60,86    |
| Rzut młotem                   | Sean Carlin                                                                                            | 73,48    | Paul Head                                                                                 | 70,18    | Peter Vivian                                                                     | 69,80    |
| Rzut oszczepem                | Steve Backley                                                                                          | 82,74    | Mick Hill                                                                                 | 81,84    | Gavin Lovegrove                                                                  | 80,42    |
| Dziesięciobój                 | Mike Smith                                                                                             | 8326 pkt | Peter Winter                                                                              | 8074 pkt | Simon Shirley                                                                    | 7980 pkt |

### Kobiety
| Konkurencja:               | 1. miejsce                                                                   | Rezultat | 2. miejsce                                                                    | Rezultat | 3. miejsce                                                                    | Rezultat |
| Bieg na 100 m              | Mary Onyali                                                                  | 11,06    | Christy Opara-Thompson                                                        | 11,22    | Paula Thomas                                                                  | 11,23    |
| Bieg na 200 m              | Cathy Freeman                                                                | 22,25    | Mary Onyali                                                                   | 22,35    | Melinda Gainsford                                                             | 22,68    |
| Bieg na 400 m              | Cathy Freeman                                                                | 50,38    | Fatima Yusuf                                                                  | 50,53    | Sandie Richards                                                               | 50,69    |
| Bieg na 800 m              | Inez Turner                                                                  | 2:01,74  | Charmaine Crooks                                                              | 2:02,35  | Gladys Wamuyu                                                                 | 2:03,12  |
| Bieg na 1500 m             | Kelly Holmes                                                                 | 4:08,86  | Paula Schnurr                                                                 | 4:09,65  | Gwen Griffiths                                                                | 4:10,16  |
| Bieg na 3000 m             | Angela Chalmers                                                              | 8:32,17  | Robyn Meagher                                                                 | 8:45,59  | Alison Wyeth                                                                  | 8:47,98  |
| Bieg na 10 000 m           | Yvonne Murray                                                                | 31:56,97 | Elana Meyer                                                                   | 32:06,02 | Jane Omoro                                                                    | 32:13,01 |
| Maraton                    | Carole Rouillard                                                             | 2:30:41  | Lizanne Bussières                                                             | 2:31:07  | Yvonne Danson                                                                 | 2:32:24  |
| Bieg na 100 m przez płotki | Michelle Freeman                                                             | 13,12    | Jacqui Agyepong                                                               | 13,14    | Sam Farquharson                                                               | 13,38    |
| Bieg na 400 m przez płotki | Sally Gunnell                                                                | 54,51    | Deon Hemmings                                                                 | 55,11    | Debbie-Ann Parris                                                             | 56,25    |
| Sztafeta 4 × 100 m         | Nigeria · Faith Idehen · Mary Tombiri · Christy Opara-Thompson · Mary Onyali | 42,99    | Australia · Monique Miers · Cathy Freeman · Melinda Gainsford · Kathy Sambell | 43,43    | Anglia · Stephi Douglas · Geraldine McLeod · Simmone Jacobs · Paula Thomas    | 43,46    |
| Sztafeta 4 × 400 m         | Anglia · Phylis Smith · Tracy Goddard · Linda Staines · Sally Gunnell        | 3:27,06  | Jamajka · Revoli Campbell · Deon Hemmings · Inez Turner · Sandie Richards     | 3:28,63  | Kanada · Alanna Yakiwchuck · Stacey Bowen · Donalda Duprey · Charmaine Crooks | 3:33,52  |
| Chód na 10 km              | Kerry Saxby-Junna                                                            | 44:25    | Anne Manning                                                                  | 44:37    | Janice McCaffrey                                                              | 44:54    |
| Skok wzwyż                 | Alison Inverarity                                                            | 1,94     | Charmaine Weavers                                                             | 1,94     | Debbie Marti                                                                  | 1,91     |
| Skok w dal                 | Nicole Boegman                                                               | 6,82     | Yinka Idowu                                                                   | 6,73     | Christy Opara-Thompson                                                        | 6,72w    |
| Pchnięcie kulą             | Judy Oakes                                                                   | 18,16    | Myrtle Augee                                                                  | 17,64    | Lisa-Marie Vizaniari                                                          | 16,61    |
| Rzut dyskiem               | Daniela Costian                                                              | 63,72    | Beatrice Faumuina                                                             | 57,12    | Lizette Etsebeth                                                              | 55,74    |
| Rzut oszczepem             | Louise McPaul                                                                | 63,76    | Kirsten Hellier                                                               | 60,40    | Sharon Gibson                                                                 | 58,20    |
| Siedmiobój                 | Denise Lewis                                                                 | 6325 pkt | Jane Flemming                                                                 | 6317 pkt | Catherine Bond-Mills                                                          | 6193 pkt |

## Tabela medalowa
| Poz. | Państwo           |    |    |    | Łącznie |
| 1.   | Australia         | 12 | 6  | 5  | 23      |
| 2.   | Anglia            | 11 | 14 | 13 | 38      |
| 3.   | Kanada            | 6  | 6  | 5  | 17      |
| 4.   | Kenia             | 5  | 2  | 3  | 10      |
| 5.   | Nigeria           | 3  | 4  | 4  | 11      |
| 6.   | Jamajka           | 2  | 4  | 2  | 8       |
| 7.   | Walia             | 2  | 0  | 1  | 3       |
| 8.   | Namibia           | 1  | 0  | 1  | 2       |
| 8.   | Szkocja           | 1  | 0  | 1  | 2       |
| 8.   | Zambia            | 1  | 0  | 1  | 2       |
| 11.  | Nowa Zelandia     | 0  | 3  | 3  | 6       |
| 12.  | Południowa Afryka | 0  | 3  | 2  | 5       |
| 13.  | Zimbabwe          | 0  | 2  | 1  | 3       |
| 14.  | Bermudy           | 0  | 0  | 1  | 1       |
| 14.  | Trynidad i Tobago | 0  | 0  | 1  | 1       |